# Agligadak
Agligadak (in lingua aleutina Agligadax) è una piccola isola disabitata delle isole Andreanof, nell'arcipelago delle Aleutine, e appartiene all'Alaska (USA). Si trova 5 km a est di Amlia ed è lunga 300 m. È stata registrata con questo nome dal capitano Teben'kov nel 1852; il nome deriva dalla parola aleutina agligaq che significa albatro.